# Монестье (кантон)
Монестье́ (фр. Monestiés, окс. Monestièr) — упразднённый кантон во Франции, находился в регионе Юг — Пиренеи, департамент Тарн. Входил в состав округа Альби.
Код INSEE кантона — 8120. Всего в кантон Монестье входили 9 коммун, из них главной коммуной являлась Монестье.
Кантон был упразднён в марте 2015 года.

## Население
Население кантона на 2009 год составляло 2835 человек.
| 1962 | 1968 | 1975 | 1982 | 1990 | 1999 | 2006 | 2009 |
| ---- | ---- | ---- | ---- | ---- | ---- | ---- | ---- |
| 3107 | 3468 | 3109 | 3008 | 2911 | 2853 | 2783 | 2835 |

## Коммуны кантона
| Коммуна      | Население, чел. (2010) | Код INSEE | Почтовый индекс |
| ------------ | ---------------------- | --------- | --------------- |
| Вирак        | 224                    | 81322     | 81640           |
| Комбефа      | 153                    | 81068     | 81640           |
| Лапаррукьяль | 103                    | 81135     | 81640           |
| Ле-Сегюр     | 237                    | 81280     | 81640           |
| Монестье     | 1381                   | 81170     | 81640           |
| Монтира      | 262                    | 81180     | 81190           |
| Саль         | 195                    | 81275     | 81640           |
| Сен-Кристоф  | 130                    | 81245     | 81190           |
| Тревьен      | 193                    | 81304     | 81190           |